# Wereldkampioenschap superbike van Magny-Cours 2004
Het wereldkampioenschap superbike van Magny-Cours 2004 was de elfde en laatste ronde van het wereldkampioenschap superbike en de tiende en laatste ronde van het wereldkampioenschap Supersport 2004. De races werden verreden op 3 oktober 2004 op het Circuit Magny-Cours nabij Magny-Cours, Frankrijk.
James Toseland werd gekroond tot kampioen in de superbike-klasse met een tweede plaats in de tweede race van het weekend, wat genoeg was om zijn laatste concurrent Régis Laconi voor te kunnen blijven.

## Superbike

### Race 1
| Pos | Nr  | Rijder               | Constructeur | Rondes | Tijd         | Grid | Punten |
| --- | --- | -------------------- | ------------ | ------ | ------------ | ---- | ------ |
| 1   | 52  | James Toseland       | Ducati       | 23     | 39:29.197    | 3    | 25     |
| 2   | 41  | Noriyuki Haga        | Ducati       | 23     | +0.492       | 8    | 20     |
| 3   | 55  | Régis Laconi         | Ducati       | 23     | +3.802       | 5    | 16     |
| 4   | 32  | Sébastien Gimbert    | Yamaha       | 23     | +7.827       | 4    | 13     |
| 5   | 99  | Steve Martin         | Ducati       | 23     | +13.826      | 7    | 11     |
| 6   | 7   | Pierfrancesco Chili  | Ducati       | 23     | +25.341      | 6    | 10     |
| 7   | 91  | Leon Haslam          | Ducati       | 23     | +28.993      | 9    | 9      |
| 8   | 9   | Chris Walker         | Petronas     | 23     | +32.456      | 10   | 8      |
| 9   | 24  | Garry McCoy          | Ducati       | 23     | +42.453      | 15   | 7      |
| 10  | 39  | Stéphane Duterne     | Kawasaki     | 23     | +50.955      | 23   | 6      |
| 11  | 5   | Piergiorgio Bontempi | Suzuki       | 23     | +1:02.192    | 14   | 5      |
| 12  | 19  | Lucio Pedercini      | Ducati       | 23     | +1:09.547    | 12   | 4      |
| 13  | 15  | Stefano Cruciani     | Kawasaki     | 23     | +1:15.209    | 20   | 3      |
| 14  | 25  | Alessio Velini       | Ducati       | 23     | +1:15.891    | 24   | 2      |
| 15  | 94  | Paweł Szkopek        | Suzuki       | 23     | +1:23.974    | 22   | 1      |
| 16  | 12  | Warwick Nowland      | Suzuki       | 23     | +1:24.172    | 18   |        |
| 17  | 77  | Berto Camlek         | Yamaha       | 23     | +1:44.433    | 25   |        |
| 18  | 50  | Miguel Praia         | Ducati       | 22     | +1 ronde     | 26   |        |
| 19  | 33  | Carl Berthelsen      | Suzuki       | 22     | +1 ronde     | 29   |        |
| DNF | 4   | Troy Corser          | Petronas     | 13     | Uitgevallen  | 1    |        |
| DNF | 17  | Chris Vermeulen      | Honda        | 11     | Uitgevallen  | 2    |        |
| DNF | 69  | Gianluca Nannelli    | Ducati       | 11     | Uitgevallen  | 17   |        |
| DNF | 200 | Giovanni Bussei      | Ducati       | 7      | Uitgevallen  | 16   |        |
| DNF | 23  | Jiří Mrkývka         | Ducati       | 7      | Uitgevallen  | 28   |        |
| DNF | 78  | Teodor Myszkowski    | Yamaha       | 4      | Uitgevallen  | 27   |        |
| DNF | 8   | Ivan Clementi        | Kawasaki     | 1      | Ongeluk      | 13   |        |
| DNF | 16  | Sergio Fuertes       | Suzuki       | 1      | Ongeluk      | 19   |        |
| DNF | 20  | Marco Borciani       | Ducati       | 0      | Ongeluk      | 11   |        |
| DNS | 95  | Andrzej Pawelec      | Yamaha       | 0      | Niet gestart |      |        |

### Race 2
| Pos | Nr  | Rijder               | Constructeur | Rondes | Tijd         | Grid | Punten |
| --- | --- | -------------------- | ------------ | ------ | ------------ | ---- | ------ |
| 1   | 41  | Noriyuki Haga        | Ducati       | 23     | 39:34.329    | 8    | 25     |
| 2   | 52  | James Toseland       | Ducati       | 23     | +3.155       | 3    | 20     |
| 3   | 55  | Régis Laconi         | Ducati       | 23     | +5.790       | 5    | 16     |
| 4   | 32  | Sébastien Gimbert    | Yamaha       | 23     | +14.753      | 4    | 13     |
| 5   | 7   | Pierfrancesco Chili  | Ducati       | 23     | +17.507      | 6    | 11     |
| 6   | 91  | Leon Haslam          | Ducati       | 23     | +21.303      | 9    | 10     |
| 7   | 4   | Troy Corser          | Petronas     | 23     | +21.476      | 1    | 9      |
| 8   | 9   | Chris Walker         | Petronas     | 23     | +37.621      | 10   | 8      |
| 9   | 24  | Garry McCoy          | Ducati       | 23     | +45.483      | 15   | 7      |
| 10  | 12  | Warwick Nowland      | Suzuki       | 23     | +53.552      | 18   | 6      |
| 11  | 39  | Stéphane Duterne     | Kawasaki     | 23     | +55.496      | 23   | 5      |
| 12  | 16  | Sergio Fuertes       | Suzuki       | 23     | +59.276      | 19   | 4      |
| 13  | 94  | Paweł Szkopek        | Suzuki       | 23     | +1:11.724    | 22   | 3      |
| 14  | 50  | Miguel Praia         | Ducati       | 22     | +1 ronde     | 26   | 2      |
| 15  | 77  | Berto Camlek         | Yamaha       | 22     | +1 ronde     | 25   | 1      |
| 16  | 78  | Teodor Myszkowski    | Yamaha       | 22     | +1 ronde     | 27   |        |
| DNF | 33  | Carl Berthelsen      | Suzuki       | 19     | Ongeluk      | 29   |        |
| DNF | 20  | Marco Borciani       | Ducati       | 18     | Uitgevallen  | 11   |        |
| DNF | 17  | Chris Vermeulen      | Honda        | 18     | Uitgevallen  | 2    |        |
| DNF | 25  | Alessio Velini       | Ducati       | 18     | Uitgevallen  | 24   |        |
| DNF | 5   | Piergiorgio Bontempi | Suzuki       | 16     | Uitgevallen  | 14   |        |
| DNF | 15  | Stefano Cruciani     | Kawasaki     | 16     | Uitgevallen  | 20   |        |
| DNF | 99  | Steve Martin         | Ducati       | 10     | Uitgevallen  | 7    |        |
| DNF | 69  | Gianluca Nannelli    | Ducati       | 7      | Uitgevallen  | 17   |        |
| DNF | 23  | Jiří Mrkývka         | Ducati       | 0      | Uitgevallen  | 28   |        |
| DNS | 19  | Lucio Pedercini      | Ducati       | 0      | Niet gestart | 12   |        |
| DNS | 200 | Giovanni Bussei      | Ducati       | 0      | Niet gestart | 16   |        |
| DNS | 95  | Andrzej Pawelec      | Yamaha       | 0      | Niet gestart |      |        |

## Supersport
| Pos | Nr  | Rijder                   | Constructeur | Rondes | Tijd                | Grid | Punten |
| --- | --- | ------------------------ | ------------ | ------ | ------------------- | ---- | ------ |
| 1   | 31  | Karl Muggeridge          | Honda        | 22     | 38:34.820           | 4    | 25     |
| 2   | 23  | Broc Parkes              | Honda        | 22     | +0.422              | 1    | 20     |
| 3   | 16  | Sébastien Charpentier    | Honda        | 22     | +0.808              | 3    | 16     |
| 4   | 57  | Lorenzo Lanzi            | Ducati       | 22     | +13.093             | 9    | 13     |
| 5   | 4   | Jurgen van den Goorbergh | Yamaha       | 22     | +16.847             | 6    | 11     |
| 6   | 88  | Andrew Pitt              | Yamaha       | 22     | +17.749             | 7    | 10     |
| 7   | 33  | Craig Coxhell            | Yamaha       | 22     | +24.580             | 19   | 9      |
| 8   | 76  | Max Neukirchner          | Honda        | 22     | +27.377             | 12   | 8      |
| 9   | 24  | Matthieu Lagrive         | Suzuki       | 22     | +43.209             | 11   | 7      |
| 10  | 15  | Matteo Baiocco           | Yamaha       | 22     | +46.506             | 10   | 6      |
| 11  | 55  | Massimo Roccoli          | Yamaha       | 22     | +46.687             | 20   | 5      |
| 12  | 46  | Barry Veneman            | Suzuki       | 22     | +46.994             | 17   | 4      |
| 13  | 93  | Christian Kellner        | Yamaha       | 22     | +1:04.005           | 23   | 3      |
| 14  | 69  | Jimmy Lindstrom          | Honda        | 22     | +1:07.449           | 27   | 2      |
| 15  | 82  | Philippe Donischal       | Suzuki       | 22     | +1:10.326           | 30   | 1      |
| 16  | 64  | Jarno Janssen            | Suzuki       | 22     | +1:26.461           | 28   |        |
| 17  | 80  | Yann Lussiana            | Yamaha       | 22     | +1:27.339           | 25   |        |
| 18  | 26  | Roberto Pandilla         | Kawasaki     | 22     | +1:27.865           | 29   |        |
| 19  | 85  | Tage Solberg             | Yamaha       | 22     | +1:29.626           | 26   |        |
| DNF | 99  | Fabien Foret             | Yamaha       | 21     | Uitgevallen         | 8    |        |
| DNF | 45  | Sébastien Le Grelle      | Honda        | 21     | Uitgevallen         | 22   |        |
| DNF | 84  | Michel Fabrizio          | Honda        | 14     | Uitgevallen         | 2    |        |
| DNF | 91  | Iván Silva               | Honda        | 12     | Uitgevallen         | 14   |        |
| DNF | 37  | Katsuaki Fujiwara        | Suzuki       | 10     | Uitgevallen         | 13   |        |
| DNF | 2   | Stéphane Chambon         | Suzuki       | 9      | Uitgevallen         | 16   |        |
| DNF | 19  | Walter Tortoroglio       | Kawasaki     | 9      | Uitgevallen         | 18   |        |
| DNF | 61  | Hervé Gantner            | Honda        | 8      | Uitgevallen         | 31   |        |
| DNF | 132 | Yoann Tiberio            | Yamaha       | 4      | Uitgevallen         | 21   |        |
| DNF | 18  | Denis Sacchetti          | Honda        | 2      | Ongeluk             | 15   |        |
| DNF | 11  | Kevin Curtain            | Yamaha       | 0      | Ongeluk             | 5    |        |
| DNS | 87  | David Muscat             | Ducati       | 0      | Niet gestart        |      |        |
| DNS | 90  | Alessandro Melone        | Suzuki       | 0      | Niet gestart        |      |        |
| DNQ | 95  | Eli Chen                 | Honda        | 0      | Niet gekwalificeerd |      |        |

## Eindstanden na wedstrijd

### Superbike
| Pos | Nr | Rijder              | Team   | Punten |
| --- | -- | ------------------- | ------ | ------ |
| 1   | 52 | James Toseland      | Ducati | 336    |
| 2   | 55 | Régis Laconi        | Ducati | 327    |
| 3   | 41 | Noriyuki Haga       | Ducati | 299    |
| 4   | 17 | Chris Vermeulen     | Honda  | 282    |
| 5   | 7  | Pierfrancesco Chili | Ducati | 243    |

### Supersport
| Pos | Nr | Rijder                   | Team   | Punten |
| --- | -- | ------------------------ | ------ | ------ |
| 1   | 31 | Karl Muggeridge          | Honda  | 207    |
| 2   | 23 | Broc Parkes              | Honda  | 135    |
| 3   | 4  | Jurgen van den Goorbergh | Yamaha | 130    |
| 4   | 16 | Sébastien Charpentier    | Honda  | 120    |
| 5   | 57 | Lorenzo Lanzi            | Ducati | 82     |

1991 · 2003 · 2004 · 2005 · 2006 · 2007 · 2008 · 2009 · 2010 · 2011 · 2012 · 2013 · 2014 · 2015 · 2016 · 2017 · 2018 · 2019 · 2020 · 2021 · 2022 · 2023 · 2024 · 2025